# ميسيني
ميسيني (Μεσσήνη) هي مدينة في ميسينيا في مقاطعة كينتريكي إلادا في اليونان.